# Острозуб (Ораховац)
Острозуб је насеље у Метохији, на средокраћи пута Малишево—Ораховац.

## Географија
Налази се на северним падинама планине Милановац. Познато је по мајдану доброг камена. Испод села извире Семетишка река, која потом, добивши низ притока, мења име у Топлуга, да би се код места Пирана, близу Призрена, улила у Бели Дрим.

## Становништво
| Демографија | Демографија | Демографија |
| Година      | Становника  | Становника  |
| ----------- | ----------- | ----------- |